# Doug (tubérculo)
Doug, también conocido como Dug, es un tubérculo de la familia Cucurbitaceae que fue cultivado por Colin y Donna Craig-Brown cerca de Hamilton, Nueva Zelanda. Con un peso de aproximadamente 17,4 libras (7,9 kg), se pensó que era la papa o patata más grande registrada durante un período posterior a su descubrimiento, superando al poseedor del récord de 11 libras (5,0 kg) en ese momento. Sin embargo, las pruebas genéticas revelaron que Doug no es, de hecho, una patata.

## Historia
El 30 de agosto de 2021, mientras los Craig-Brown desyerbaban su jardín cerca de Hamilton, la azada de Colin golpeó lo que inicialmente pensó que era un crecimiento de hongos o una batata debajo de la superficie; descartó estas ideas después de darse cuenta del tamaño del objeto. La pareja cavó alrededor del objeto. Colin la extrajo con un tenedor de jardín, rascó su piel, la probó y decidió que era una patata. La pareja lo pesó y lo llamó Doug, por la palabra en inglés dug, que significa «excavar».
Doug creció en popularidad localmente y en Facebook, donde la pareja ocasionalmente publicaba fotografías de él. Por sugerencia de unos amigos, los Craig-Brown presentaron una solicitud para el tubérculo, que se conservaba en un congelador en ese momento, a Libro Guinness de los récords, en la categoría de patata más grande. Varios expertos en jardinería verificaron que Doug era una patata, pero persistieron las dudas. En marzo de 2022, la solicitud de Craig-Browns fue rechazada después de que pruebas genéticas realizadas confirmaran que Doug era el «tubérculo de un tipo de calabaza». Chris Claridge, quien ayudó en las pruebas genéticas, sugirió que el tubérculo pudo haber crecido como resultado de una infección o enfermedad.
Colin Craig-Brown había declarado previamente que planeaba convertir a Doug en vodka una vez que la popularidad del tubérculo se calmara.